# Conwentzia capensis
Conwentzia capensis är en insektsart som beskrevs av Bo Tjeder 1969. Conwentzia capensis ingår i släktet Conwentzia och familjen vaxsländor. Inga underarter finns listade i Catalogue of Life.